# 胡明德
胡明德（1960年—），中國大陆現代山水畫作家，1960年出生於廣州，祖籍東莞 。現為中國國家畫龍瑞工作室畫家 、廣東美協會員 、廣州美協會員、理事、山水藝委會委員 、中華文化促進會書畫藝術委員會會員，簽約畫家 。
1988年畢業於廣州美術學院教育系 ；修業於廣州美術學院國畫系山水專業研究生班 。88年至91年先後在廣州、台北、日本、香港舉辦個人畫展。

## 外部連結
- 佳士得展出胡明德山水画展（羊城晚报）
- 胡明德山水画展开展 （页面存档备份，存于）